# Hồ Medard
Medard là hồ nhân tạo nổi tiếng có diện tích 4,93 km² ở vùng Karlovy Vary, phía tây bắc Thị trấn Sokolov, gần hai thị trấn Svatava và Habartov của Cộng hòa Séc. Hồ được tạo ra bằng cách làm ngập mỏ than Medard-Libík. Diện tích mặt hồ khoảng 493 ha, với độ sâu tối đa là 50 m và dung tích xấp xỉ 50 triệu m³. Đây là hồ nước lớn nhất ở Cộng hòa Séc.

## Lịch sử
Công cuộc khai thác mỏ than Medard-Libík đem lại rất nhiều lợi nhuận cho vùng nhưng đồng thời cũng phá hủy năm ngôi làng nhỏ: Čistá u Svatavy, Dvory, Kolonie Hahnemannova, Kytlice, Lísková.

### Chấm dứt khai thác
Do những tác hại của việc khai thác lên môi trường thiên nhiên là quá lớn nên đến năm 2000, việc khai thác than nâu ở Medard-Libík tạm thời dừng lại và mỏ than bị đóng cửa.

### Tưới nước
Vào tháng 6 năm 2008, Công ty Sokolovská uhelná chính thức chấm dứt việc khai thác, ngày sau đó công cuộc cải tạo kỹ thuật và lấp đầy hồ Medard bắt đầu. Từ năm 2010, nguồn nước trong hồ bắt nguồn từ sông Ohře.

### Khai thác than bổ sung
Kể từ năm 2012, Công ty Sokolovská uhelná khai thác thêm than gần khu vực Svatava vì lý do củng cố bờ biển. Tuy nhiên việc cải tạo và lấp đầy hồ vẫn không bị gián đoạn.

## Sử dụng
Hiện nay, ngoài những giá trị về mặt bảo vệ môi trường, các chuyên gia cũng nhận thấy những lợi ích về mặt kinh tế của hồ nước này. Họ đang xem xét để biến khu vực này thành khu nghỉ dưỡng với những dịch vụ giải trí đa dạng như hồ bơi trong nhà, khu bmx, đường trượt patin, sân bóng đá, sân gôn, khu cắm trại, sân thể thao, sân bay cho máy bay siêu nhẹ...